# Lycke socken
Lycke socken i Bohuslän ingick i Inlands Södre härad, ingår sedan 1971 i Kungälvs kommun och motsvarar från 2016 Lycke distrikt.
Socknens areal är 36,64 kvadratkilometer varav 36,52 land. År 2000 fanns här 1 311 invånare. Tätorten Tjuvkil, småorterna Bremnäs, Kulperöd och Kroken samt sockenkyrkan Lycke kyrka ligger i socknen.   

## Administrativ historik
Lycke socken har medeltida ursprung.
Vid kommunreformen 1862 övergick socknens ansvar för de kyrkliga frågorna till Lycke församling och för de borgerliga frågorna bildades Lycke landskommun. Landskommunen inkorporerades 1952 i Hermansby landskommun som 1971 uppgick i Kungälvs kommun.
1 januari 2016 inrättades distriktet Lycke, med samma omfattning som församlingen hade 1999/2000.  
Socknen har tillhört län, fögderier, tingslag och domsagor enligt vad som beskrivs i artikeln Inlands Södre härad. De indelta soldaterna tillhörde Bohusläns regemente, Södra kompaniet och de indelta båtsmännen tillhörde 2:a Bohusläns båtsmanskompani.
Vid en brand i Torsby prästgård 1760 förstördes pastoratets arkiv och därmed kyrkböcker för släktforskning.

## Geografi och natur
Lycke socken ligger väster om Kungälv vid Västerhavet och omfattar förutom fastland även en skärgård och öarna kring Marstrand som Kråkerön, Instön och Älgön. Socknen består av dalgångsbygd mellan mindre och kala bergshöjder.
I socknen finns tre naturreservat. Klåverön och Älgön ingår i EU-nätverket Natura 2000 medan Tofta är ett kommunalt naturreservat. Dessutom finns naturvårdsområdet Nordön.
En sätesgård var Tofta herrgård
I Tjuvkilshuvud fanns förr ett gästgiveri.

## Fornlämningar
Boplatser från stenåldern är funna. Från bronsåldern finns flera gravrösen varva några långrösen. Från järnåldern finns ett par gravfält och en fornborg.

## Befolkningsutveckling
Befolkningen minskade från 1 011 till 893 mellan 1810 och 1820. Mellan 1830 och 1880 höll sig folkmängden någorlunda konstant strax över 1 000 personer med toppnoteringen 1 084 1850. Därefter sjönk befolkningen till 461 1960 varpå den vände uppåt igen till 1 064 1990.

## Namnet
Namnet skrevs 1354 Lykkia och kommer från kyrkbyn. Namnet innehåller lycka, 'inhägnat markstycke'.